# Succession (TV-serie)
Succession är en amerikansk-producerad dramaserie som sändes på på HBO under fyra säsonger 2018–2023. Serien är skapad av Jesse Armstrong och kretsar kring det familjeägda medieimperiet Waystar Royco. I rollerna syns  Hiam Abbass, Nicholas Braun, Brian Cox, Kieran Culkin, Alan Ruck, Sarah Snook och Jeremy Strong.
Efter 39 avsnitt fördelat på fyra säsonger sändes det sista avsnittet av Succession 28 maj 2023.
Serien har mottagit god kritik och Jesse Armstrong tilldelades en Emmy Award för bästa manuskript i en dramaserie vid Emmygalan 2019. Vid Golden Globe-galan 2019 nominerades Kieran Culkin till Bästa manliga biroll i en TV-serie.

## Handling
Succession handlar om familjen Roy, ledd av patriarken Logan (Brian Cox), och deras medieimperium. Logan ska pensionera sig, men ändrar sig, vilket leder till intriger mellan den tilltänkte arvtagaren Kendall (Jeremy Strong) och de andra barnen.

## Rollista i urval
- Brian Cox – Logan Roy
- Sarah Snook – Siobhan "Shiv" Roy
- Jeremy Strong – Kendall Roy
- Kieran Culkin – Roman Roy
- Alan Ruck – Connor Roy
- Nicholas Braun – Greg Hirsch
- Matthew Macfadyen – Tom Wambsgans
- Peter Friedman – Frank Vernon
- Natalie Gold – Rava Roy (säsong 1; återkommande säsong 3–4)
- Hiam Abbass – Marcia Roy (säsong 1–2; återkommande säsong 3–4)
- Parker Sawyers – Alessandro Daniels (säsong 1)
- Rob Yang – Lawrence Yee (säsong 1–2)
- Dagmara Domińczyk – Karolina Novotney (säsong 2–4; återkommande säsong 1)
- Arian Moayed – Stewy Hosseini (säsong 2; återkommande säsong 1, 3–4)
- J. Smith-Cameron – Gerri Kellman (säsong 2–4; återkommande säsong 1)
- Justine Lupe – Willa Ferreyra (säsong 3–4; återkommande säsong 1–2)[4]
- David Rasche – Karl Muller (säsong 3–4; återkommande säsong 1–2)[4]
- Fisher Stevens – Hugo Baker (säsong 3–4; återkommande säsong 2)[4]
- Alexander Skarsgård – Lukas Matsson (säsong 4; återkommande säsong 3)